# الربادي (المشنة)

تعديل مصدري - تعديل

الربادي هي إحدى حارات حي المشنة بمدينة إب اليمنية، بلغ تعداد سكانها 963 نسمة حسب تعداد اليمن لعام 2004.